# Taraxacum ussuriense
Taraxacum ussuriense là một loài thực vật có hoa trong họ Cúc. Loài này được Kom. miêu tả khoa học đầu tiên.